# Последовательные и параллельные порты ввода-вывода
Порт (персонального) компьютера предназначен для обмена информацией между устройствами, подключенными к шине внутри компьютера, и внешним устройством. Так, шинный разъём AGP фактически является портом.
Для связи с периферийными устройствами к шине компьютера подключены одна или несколько микросхем контроллера ввода-вывода.
Первые IBM PC предоставляли
- встроенный порт для подключения клавиатуры;
- до 4 (COM1 … COM4) последовательных портов (англ. COMmunication), обычно служащих для подключения сравнительно высокоскоростных коммуникационных устройств, использующих интерфейс RS-232, например модемов. Для них выделялись следующие ресурсы материнской платы:

базовые порты ввода-вывода: 3F0..3FF (COM1), 2F0..2FF (COM2), 3E0..3EF (COM3) и 2E0..2EF (COM4)
номер IRQ: 3 (COM2/4), 4 (COM1/3);
- до 3 (LPT1 .. LPT3) параллельных портов (англ. Line Print Terminal), обычно служащих для подключения принтеров, использующих интерфейс IEEE 1284. Для них выделялись следующие ресурсы материнской платы:

базовые порты ввода-вывода: 370..37F (LPT1 или LPT2 только в компьютерах IBM с MRA), 270..27F (LTP2 или LPT3 только в компьютерах IBM с MCA] и 3B0..3BF (LPT1 только в компьютерах IBM с MCA)
номер IRQ: 7 (LPT1), 5 (LPT2)
Изначально COM- и LPT-порты на материнской плате отсутствовали физически и реализовались дополнительной картой расширения, вставляемой в один из ISA-слотов расширения на материнской плате.
Последовательные порты, как правило, использовались для подключения устройств, которым требовалось быстро передать небольшой объём данных, например компьютерной мыши и внешнего модема, а параллельные — для принтера или сканера, для которых передача большого объёма не была критичной по времени. В дальнейшем поддержка последовательных и параллельных портов была интегрирована в чипсеты, реализующие логику материнской платы.
Недостаток интерфейсов RS-232 и IEEE 1284 — относительно малая скорость передачи данных, не удовлетворяющая растущие потребности в передаче данных между устройствами. Как следствие, появились новые стандарты интерфейсных шин USB и FireWire, которые были призваны заменить старые порты ввода-вывода.
| Интерфейс | Количество поддерживаемых устройств | Пропускная способность | Возможность подключения по цепочке | Макс. длина кабеля |
| --------- | ----------------------------------- | ---------------------- | ---------------------------------- | ------------------ |
| COM       | 1                                   | 115,2 Кбит/c           | Нет                                | 15-20 м            |
| LPT       | 1                                   | 600 Кбит — 1,5 Мбит/c  | Нет                                | 4 м                |
| USB       | 127                                 | 1,5 Мбит/c — 80 Гбит/с | Да                                 | 5 м                |
| FireWire  | 63                                  | 100—1600 Мбит/с        | Да                                 | 4,5 м              |
| eSATA     | 1                                   | 3-6 Гбит/с             | Нет                                | 2,0 м              |

Особенностью USB является то, что при подключении многих USB-устройств к единственному USB-порту используют т. н. концентраторы (USB-хабы), которые в свою очередь коммутируют между собой, увеличивая тем самым число USB-устройств, которые можно подключать. Такая топология шины USB называется «звезда» и включает в себя также корневой концентратор, который, как правило, находится в «южном мосте» материнской платы компьютера, к которому и подключаются все дочерние концентраторы (в частном случае сами USB-устройства).
Шина IEEE 1394 предусматривает передачу данных между устройствами со скоростями 100, 200, 400, 800 и 1600 Мбит/с и призвана обеспечивать комфортную работу с жёсткими дисками, цифровыми видео- и аудиоустройствами и другими скоростными внешними компонентами.
FireWire, как и USB, является последовательной шиной. Выбор последовательного интерфейса обусловлен тем, что для повышения скорости работы интерфейса необходимо повышать частоту его работы, а в параллельном интерфейсе это вызывает усиление наводок между параллельными жилами интерфейсного кабеля и требует сокращения его длины. Кроме того, кабель и разъёмы параллельных шин имеют большие габариты.